# The Pirates of Blood River
The Pirates of Blood River (Brasil: Piratas do Rio Sangrento ) é um filme britânico  de 1962, do gênero aventura, dirigido por John Gilling, roteirizado pelo diretor, Jimmy Sangster e John Hunter, música de Gary Hughes.

## Sinopse
Um homem, exilado por seu pai em uma colônia penal, retorna e tem que enfrentar os piratas que inadvertidamente conduziu a sua aldeia.

## Elenco
- Kerwin Mathews ....... Jonathon Standing
- Glenn Corbett ....... Henry
- Christopher Lee ....... Capitão LaRoche
- Peter Arne ....... Hench, um pirata
- Marla Landi ....... Bess Standing
- Oliver Reed ....... Brocaire, um pirata
- Andrew Keir ....... Jason Standing
- Michael Ripper ....... Mack, um pirata
- David Lodge ....... Smith
- Dennis Waterman .......  Timothy Blackthorne
- Jack Stewart ....... Godfrey Mason
- Lorraine Clewes ....... Martha Blackthorne
- Jerold Wells ....... Senhor da colônia penal